# Calopteron terminale
Calopteron terminale är en skalbaggsart som först beskrevs av Thomas Say 1823.  Calopteron terminale ingår i släktet Calopteron och familjen rödvingebaggar. Inga underarter finns listade i Catalogue of Life.

## Bildgalleri

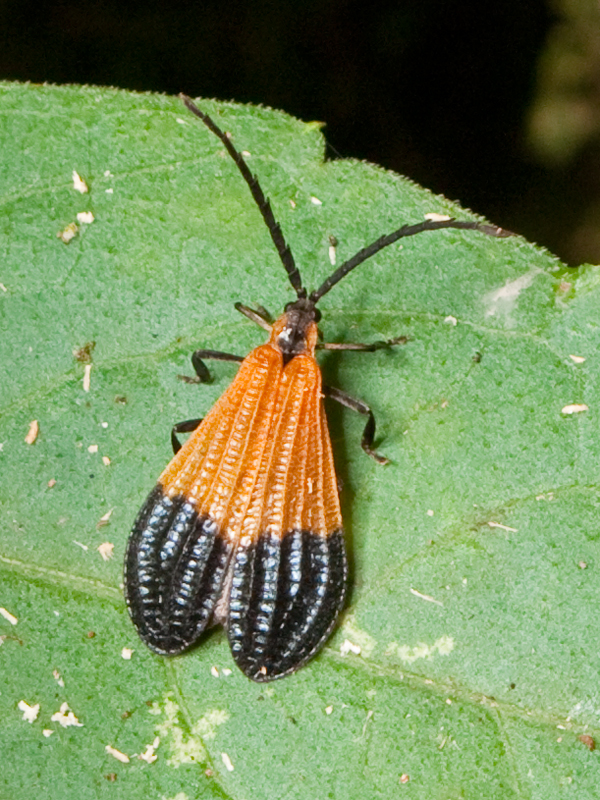